# Nixon (film)
Nixon is een biopic uit 1995 van regisseur Oliver Stone. De film is gebaseerd op het leven van de gewezen Amerikaanse president Richard Nixon. De hoofdrollen worden vertolkt door Anthony Hopkins, Joan Allen, Bob Hoskins, James Woods en Paul Sorvino.
De film werd genomineerd voor vier Oscars en een Golden Globe.

## Verhaal
Richard Nixon groeit op in het landelijke Whittier, Californië. Tijdens zijn jeugd heeft vooral de rol van zijn vader in het gezin een grote invloed op hem, evenals de vroege dood van zijn broers. Als jongeman raakt hij geïnteresseerd in American football en ontmoet hij Pat Ryan. Zij wordt later zijn echtgenote. Tijdens zijn politieke carrière zal zij uitgroeien tot de sterke vrouw achter de schermen.
De Republikein Nixon heeft het niet makkelijk als politicus. In vergelijking met de knappe en charmante Democraat John F. Kennedy is hij een norse man. Het medium televisie maakt dat bij momenten opvallend duidelijk. Ondanks enkele verkiezingsnederlagen geeft hij niet op. Nixon wordt uiteindelijk in 1969 president van de Verenigde Staten.
Als president raakt Nixon steeds meer afhankelijk van zijn medicatie en drank. Hij moet belangrijke thema's als de Vietnamoorlog en de dreiging van het communisme behandelen. In dat kader ontmoet hij onder meer Mao Zedong. Aan de zijde van Nixon fungeert Henry Kissinger, minister van Buitenlandse Zaken.
Wanneer het Watergateschandaal losbarst, nadert het einde van Nixon als president. In 1974 stapt hij op. Nadien ontpopt hij zich nog tot een gerespecteerde staatsman en auteur van verschillende politieke werken. Op die manier herstelt hij gedeeltelijk zijn geblutst imago.

## Rolverdeling
| Acteur            | Personage          |
| ----------------- | ------------------ |
| Anthony Hopkins   | Richard Nixon      |
| Joan Allen        | Pat Nixon          |
| Paul Sorvino      | Henry Kissinger    |
| James Woods       | H.R. Haldeman      |
| Bob Hoskins       | J. Edgar Hoover    |
| J. T. Walsh       | John Ehrlichman    |
| John Diehl        | G. Gordon Liddy    |
| Ed Harris         | E. Howard Hunt     |
| Powers Boothe     | Alexander Haig     |
| E. G. Marshall    | John N. Mitchell   |
| David Hyde Pierce | John Dean          |
| Edward Herrmann   | Nelson Rockefeller |
| Fyvush Finkel     | Murray Chotiner    |

## Productie
Eric Hamburg, gewezen lid van de House Foreign Affairs Committee, kwam na een etentje met regisseur Oliver Stone op de idee om een film rond Richard Nixon te maken. Stone was geïnteresseerd, maar het druk met twee andere projecten: Evita en een film rond dictator Manuel Noriega. Beide projecten gingen niet door, waarna Stone zich op Nixon begon te concentreren. Het overlijden van Richard Nixon op 22 april 1994 overtuigde de regisseur nog meer dat deze film er moest komen. Warner Brothers was echter niet zo enthousiast. De filmstudio vond een film met voornamelijk oudere, blanke mannen die veel praten niet aantrekkelijk.
In 1993 gaf Hamburg, in opdracht van Stone, de scenaristen Stephen J. Rivele en Christopher Wilkinson de taak een filmscenario te schrijven. Ze moesten alle bekende en minder bekende dieptepunten uit Nixons carrière vermelden. Ze beschreven in hun scenario het concept van een onzichtbare, duistere kracht die de geschiedenis na de Tweede Wereldoorlog enorm had beïnvloed. Deze kracht, die ze The Beast noemden, had onder andere de moorden op John F. Kennedy, Robert Kennedy en Martin Luther King, en de Vietnamoorlog mogelijk gemaakt. "The Beast was sterker dan de wil van Nixon," zei Oliver Stone later. "The Beast is een systeem dat in leven wordt gehouden door onder meer de media, de beurs, geldstromen, de macht van de overheid, de macht van grote bedrijven en de manier waarop verkiezingscampagnes functioneren. Deze kracht zorgde ervoor dat Nixon verkozen raakte, maar ook dat hij later als president ontslag moest nemen."
Samen met Hamburg, Anthony Hopkins en James Woods vloog Stone naar Washington D.C. waar hij personen uit de entourage van Nixon interviewde. Alexander Butterfield, die destijds nauw betrokken was bij het Watergateschandaal, werd later ingehuurd om de gebeurtenissen in de Oval Office geloofwaardig weer te geven. Om zich op zijn hoofdrol voor te bereiden, bekeek Hopkins uren aan beeldmateriaal van Nixon. Tijdens zijn slaap luisterde hij verder, zodat de informatie in zijn onderbewustzijn kon binnendringen. John Ehrlichman had een eerste versie van het scenario gelezen en was niet tevreden met de wijze waarop hij werd voorgesteld. Hij dreigde naar de rechtbank te stappen.
Op 1 mei 1995 begonnen de opnames. Stone maakte gebruik van de decors van de film The American President (1995) om geld uit te sparen. De acteursselectie had veel bekende namen opgeleverd, maar die waren niet allemaal naar de zin van de studio. Zo wilde de filmstudio niet Hopkins maar wel Tom Hanks of Jack Nicholson voor de hoofdrol. Stone zelf dacht eerst aan Gene Hackman, Robin Williams en Tommy Lee Jones. De regisseur onderhandelde ook met Warren Beatty, maar omdat die het scenario wilde aanpassen, ging de deal niet door. Beatty zorgde er wel voor dat Joan Allen de rol van Pat Ryan kreeg. Na het zien van The Remains of the Day (1993) en Shadowlands (1993) koos Stone voor Hopkins. Kevin Costner wilde graag John Dean vertolken, maar de studio vond hem een te bekend gezicht voor zo'n kleine rol. James Woods kreeg een rol die de regisseur in eerste instantie aan Ed Harris wilde geven. Harris kreeg uiteindelijk een andere rol in de film.
Hopkins had het moeilijk met de grote hoeveelheid dialogen die voortdurend werden aangepast. De acteur kreeg de stem van Nixon in het begin niet onder de knie, wat collega Paul Sorvino opmerkte. Hopkins wilde de productie verlaten, maar Stone overtuigde zijn hoofdrolspeler om te blijven. Toen de film op 20 december 1995 in première ging, werd hij weinig bezocht. De film verdiende in de Verenigde Staten het budget van zo'n 44 miljoen dollar niet terug. Wel waren de meeste filmrecensenten positief over de film. Zo zag Roger Ebert in het verhaal een klassieke tragedie en plaatste hij de film in de top 10 van beste films uit dat jaar.
Maar er was ook kritiek. De familie van Nixon was niet tevreden met de film en de manier waarop hij werd voorgesteld. Diane Disney Miller, dochter van Walt Disney, schreef later een brief naar de dochters van Nixon. Daarin zei ze dat Stone met zijn film de familie Nixon, het presidentschap en de Amerikaanse geschiedenis beledigd had. Stone kreeg de wind van voren. Hij verdedigde zijn film en de controversiële thema's die in Nixon aan bod kwamen. Sommige critici vonden dat Nixon werd voorgesteld als een alcolieker. Stone verdedigde zich door te stellen dat hij zich gebaseerd had op de biografieën van Stephen Ambrose, Fawn Brodie en Tom Wicker.

## Director's Cut
Er werd een director's cut van de film uitgebracht op dvd. Deze versie duurt 28 minuten langer en heeft twee belangrijke scènes die niet in de originele film aanwezig waren. Zo is er het trouwfeest van Nixons dochter Tricia. Op dat feest overtuigt J. Edgar Hoover hem dat hij afluisterapparatuur moet installeren in de Oval Office. De tweede scène is een ontmoet met CIA-directeur Richard Helms. Nixon werd in 2008 heruitgebracht op dvd en Blu-ray.

## Nominaties

### Oscars
- Best Actor in a Leading Role - Anthony Hopkins
- Best Actress in a Supporting Role - Joan Allen
- Best Writing, Screenplay Written Directly for the Screen - Stephen J. Rivele, Christopher Wilkinson, Oliver Stone
- Best Music, Original Dramatic Score - John Williams

### BAFTA Awards
- Best Performance by an Actress in a Supporting Role - Joan Allen

### Golden Globes
- Best Performance by an Actor in a Motion Picture - Drama - Anthony Hopkins

### Screen Actors Guild Awards
- Outstanding Performance by a Cast
- Outstanding Performance by a Male Actor in a Leading Role - Anthony Hopkins
- Outstanding Performance by a Female Actor in a Leading Role - Joan Allen

## Trivia
- In Hongkong werd de film onder een andere titel uitgebracht. Vertaald betekent de titel "de grote leugenaar".
- Meryl Streep werd overwogen voor de rol die uiteindelijk naar Joan Allen ging.
- Oliver Stone had eerder al JFK (1991), een film over de moord op John F. Kennedy, gemaakt. Na Nixon maakte hij ook nog W. (2008), een biopic rond gewezen president George W. Bush.
- In de film worden archiefbeelden gebruikt van John Kennedy. Ze worden gecombineerd met beelden van Anthony Hopkins als Nixon.